# Bourneville (Eure)
Pour les articles homonymes, voir Bourneville.
Bourneville est une ancienne commune française, située dans le département de l'Eure en région Normandie, devenue le 1er janvier 2016 une commune déléguée au sein de la commune nouvelle de Bourneville-Sainte-Croix.

## Géographie
Elle fait partie du Parc naturel régional des Boucles de la Seine normande.

## Toponymie
Le nom de la localité est attesté sous les formes latinisées Burnenvilla et Burnevilla au XIIe siècle ; Bourneville en 1026 (cartulaire de Jumiéges) ; Burrevilla en 1174 (charte de Henri II) ; Bornevilla en 1275 ; Bournevilla en 1289 (cartulaire de la Trinité de Beaumont), Bornevilla en 1305 (cartulaire du Bec).
Il s'agit d'un type toponymique médiéval en -ville, ancien français vile « domaine rural, village », d'où vilain « paysan ».

Le premier élément Burnen-, comme c'est généralement le cas, est un anthroponyme que l'on retrouve également dans Bournainville-Faverolles (Burnenvilla 1155) et Bonneville-Aptot (Burnencvilla 1041), Bornambusc (Seine-Maritime, Bornenbusc vers 1240) et le Mesnil-Bonant (Manche, Mesnilum Bornenc XIIIe siècle).

Les spécialistes identifient le nom de personne Burning (noté également Burninc) d'origine germanique continentale et anglo-saxonne, la seconde hypothèse étant préférable, étant donné le grand nombre d'attestation de cet anthroponyme en Normandie et sa localisation dans la zone de diffusion de la toponymie anglo-scandinave.

## Histoire
Bourneville est un site occupé aux IIe et IIIe siècles apr. J.-C. C'est un carrefour de voies gallo-romaines important.
Au Moyen Âge, le village fut un important centre de commerce où le règlement se faisait en mesures d'avoine, dites « mesures de Bourneville ».
Pendant la Seconde Guerre Mondiale, lors de la Bataille de France, le 5e Groupe Franc motorisé de Cavalerie installa son quartier général sur la commune.

## Politique et administration
| Période                                  | Période    | Identité                             | Étiquette | Qualité       |
| ---------------------------------------- | ---------- | ------------------------------------ | --------- | ------------- |
| Les données manquantes sont à compléter. |            |                                      |           |               |
|                                          | avant 1925 | Louis Étienne Joseph Lecourt de Béru |           |               |
| Les données manquantes sont à compléter. |            |                                      |           |               |
| 1965                                     | 2001       | René Millet                          |           |               |
| mars 2001                                | 2014       | Alain Vastel                         |           |               |
| mars 2014                                | En cours   | Gwendoline Presles                   | SE        | Fonctionnaire |
| Les données manquantes sont à compléter. |            |                                      |           |               |

## Démographie
L'évolution du nombre d'habitants est connue à travers les recensements de la population effectués dans la commune depuis 1793. À partir du 1er janvier 2009, les populations légales des communes sont publiées annuellement dans le cadre d'un recensement qui repose désormais sur une collecte d'information annuelle, concernant successivement tous les territoires communaux au cours d'une période de cinq ans. 
Pour les communes de moins de 10 000 habitants, une enquête de recensement portant sur toute la population est réalisée tous les cinq ans, les populations légales des années intermédiaires étant quant à elles estimées par interpolation ou extrapolation. Pour la commune, le premier recensement exhaustif entrant dans le cadre du nouveau dispositif a été réalisé en 2008,.
En 2013, la commune comptait 975 habitants, en évolution de +14,17 % par rapport à 2008 (Eure : +2,66 %, France hors Mayotte : +2,49 %).
| 1793 | 1800  | 1806 | 1821 | 1831 | 1836 | 1841 | 1846 | 1851 |
| ---- | ----- | ---- | ---- | ---- | ---- | ---- | ---- | ---- |
| 963  | 1 124 | 870  | 781  | 840  | 790  | 802  | 702  | 800  |

| 1856 | 1861 | 1866 | 1872 | 1876 | 1881 | 1886 | 1891 | 1896 |
| ---- | ---- | ---- | ---- | ---- | ---- | ---- | ---- | ---- |
| 747  | 713  | 716  | 661  | 671  | 636  | 584  | 590  | 544  |

| 1901 | 1906 | 1911 | 1921 | 1926 | 1931 | 1936 | 1946 | 1954 |
| ---- | ---- | ---- | ---- | ---- | ---- | ---- | ---- | ---- |
| 554  | 523  | 557  | 500  | 499  | 534  | 551  | 560  | 542  |

| 1962 | 1968 | 1975 | 1982 | 1990 | 1999 | 2008 | 2013 | - |
| ---- | ---- | ---- | ---- | ---- | ---- | ---- | ---- | - |
| 505  | 461  | 591  | 680  | 691  | 736  | 854  | 975  | - |

## Culture locale et patrimoine

### Lieux et monuments
- Manoir de Beaumont  Inscrit MH (1996)[8]
- Église paroissiale Saint-Pierre[9]
- Barrière de péage de l'autoroute de Normandie

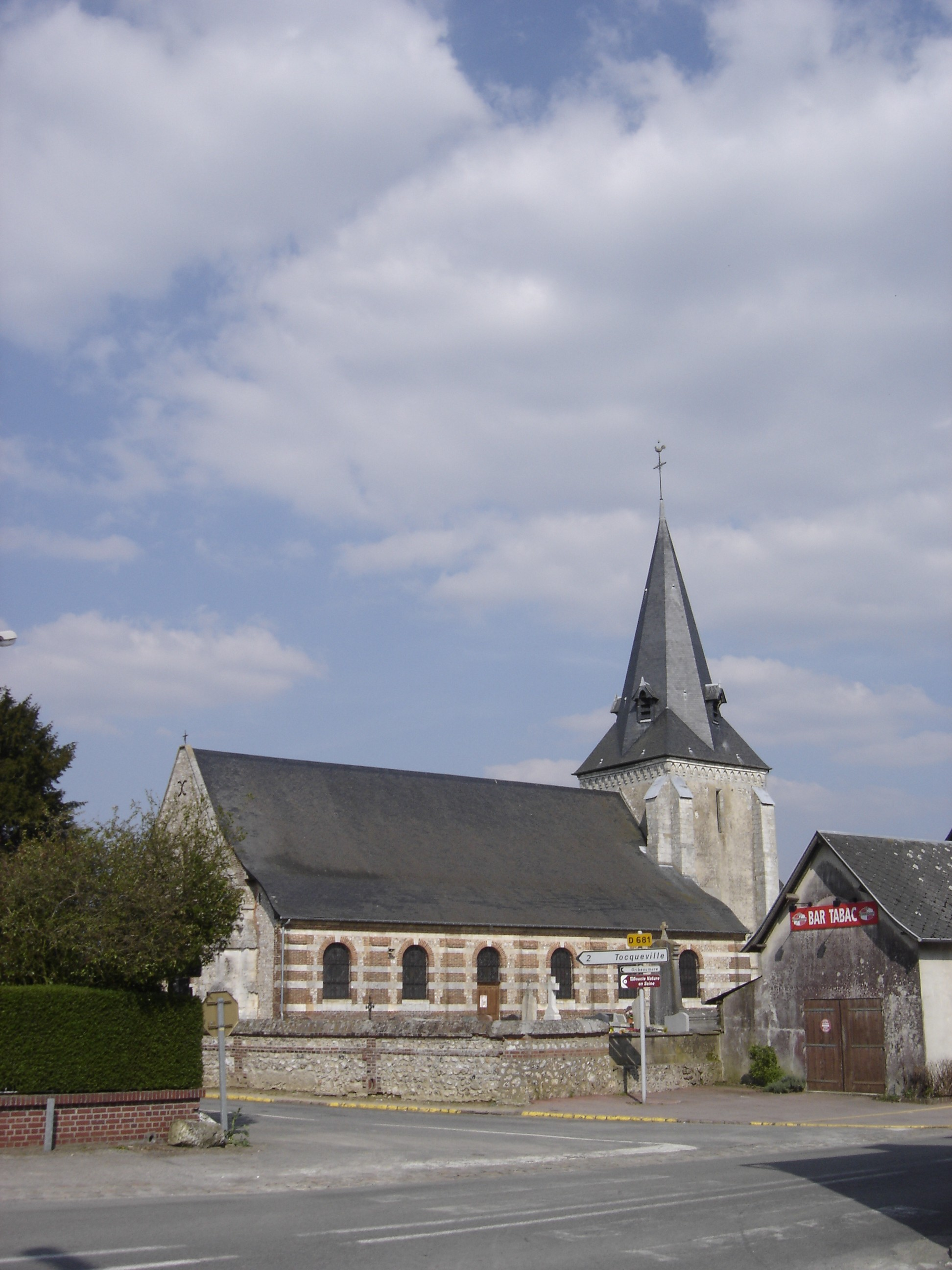
Église Saint-Pierre
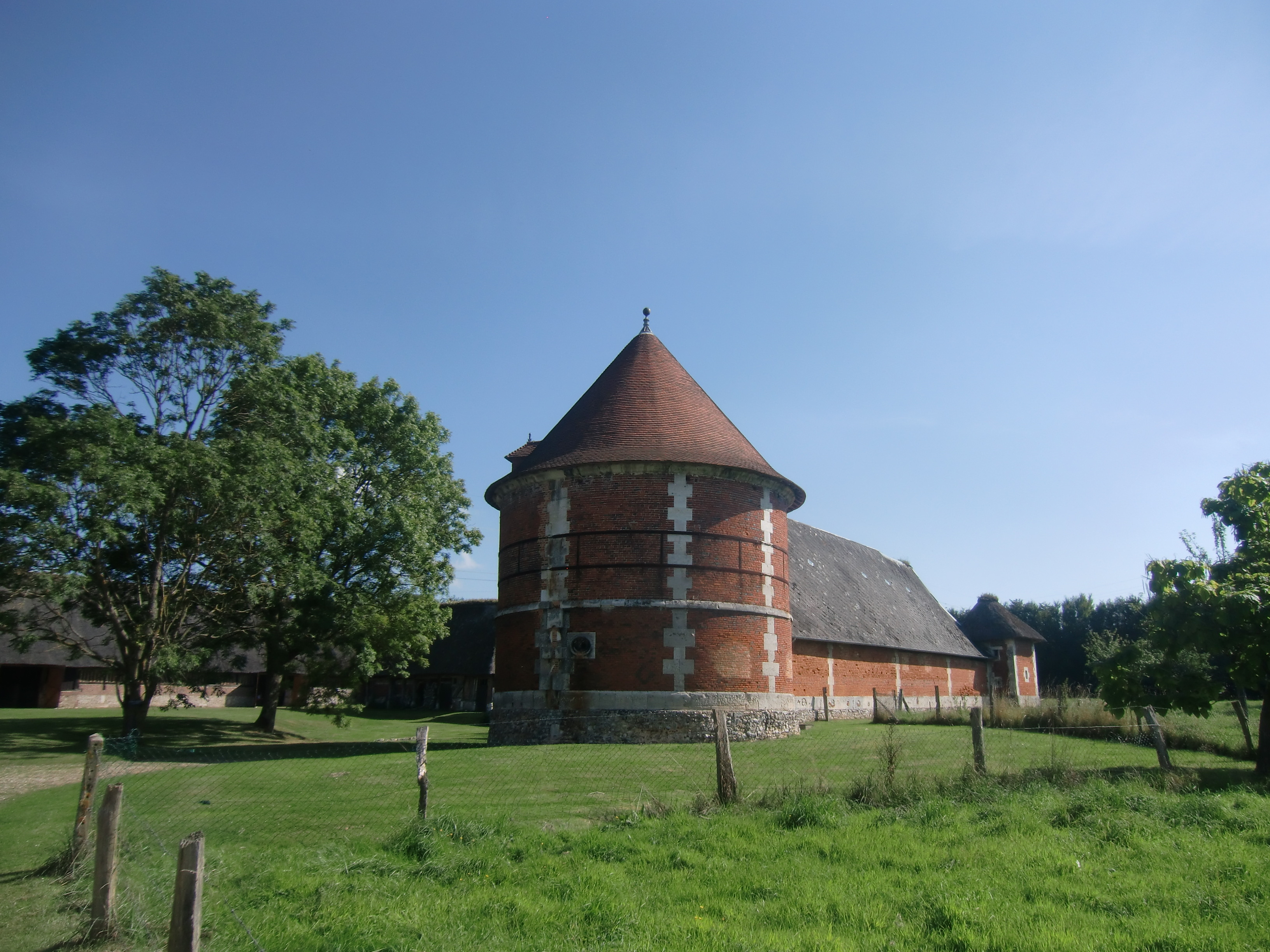
Le colombier du Manoir de Beaumont Inscrit MH (1996)
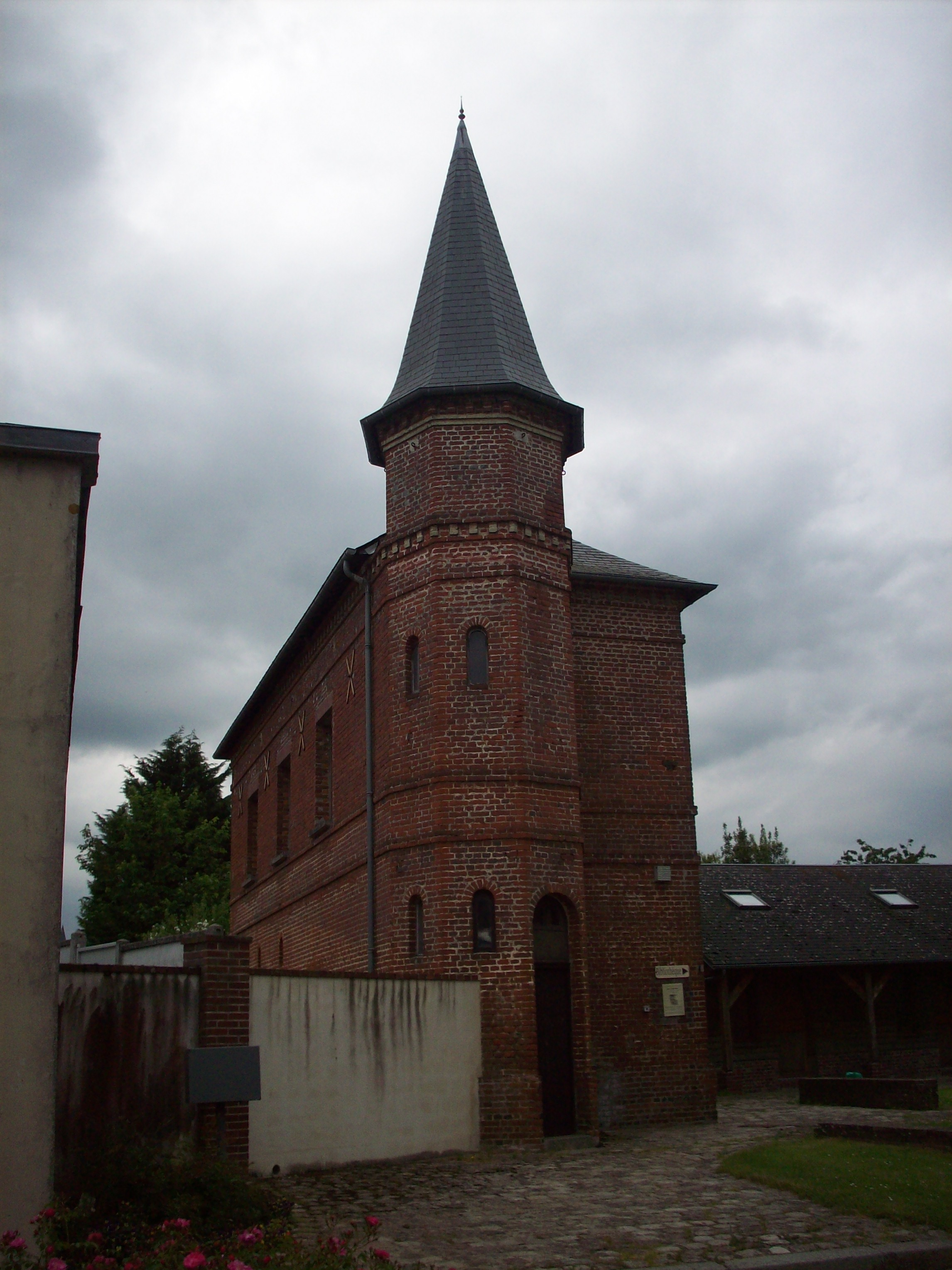
Maison avec tourelle
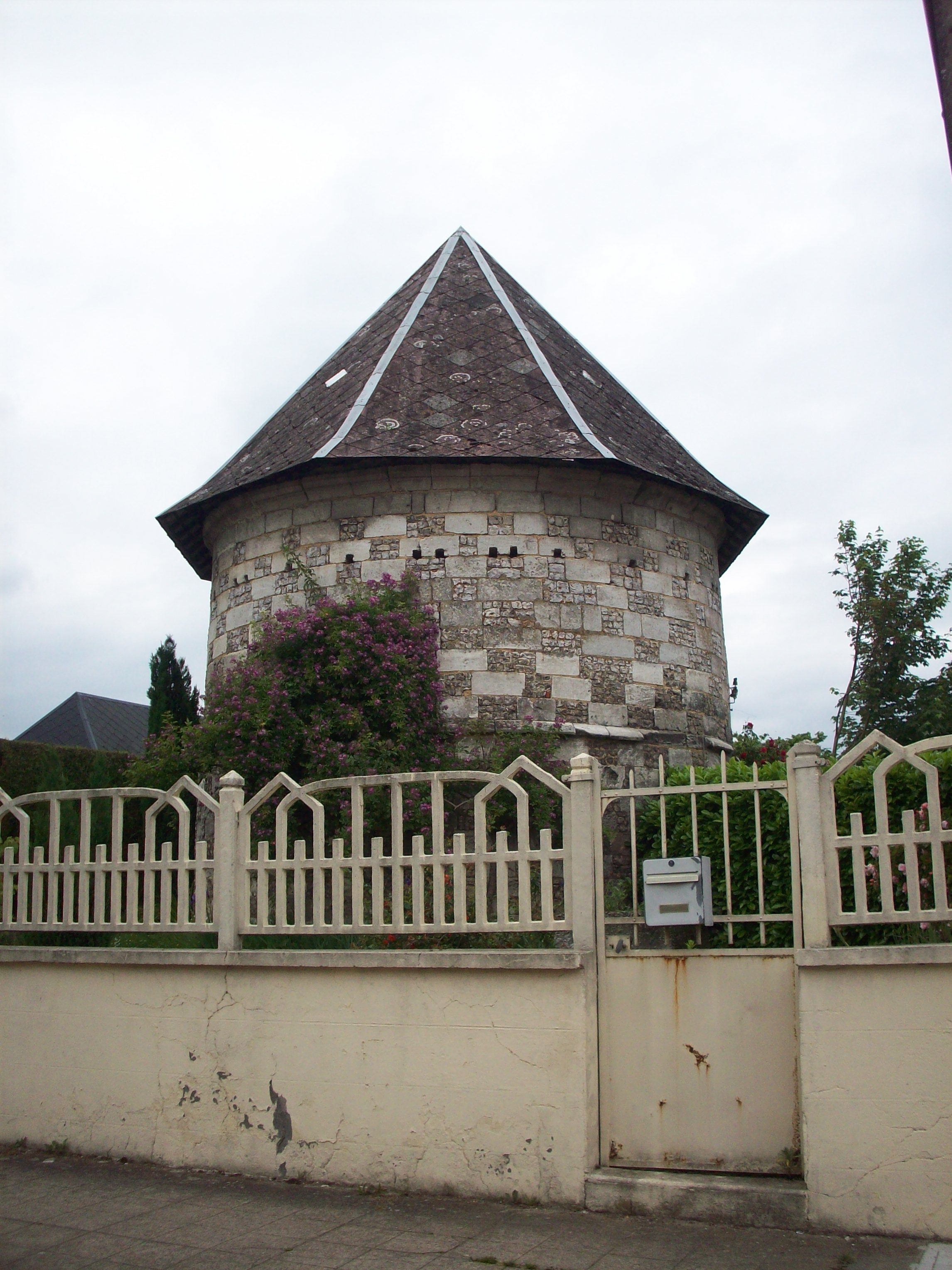
Un autre colombier
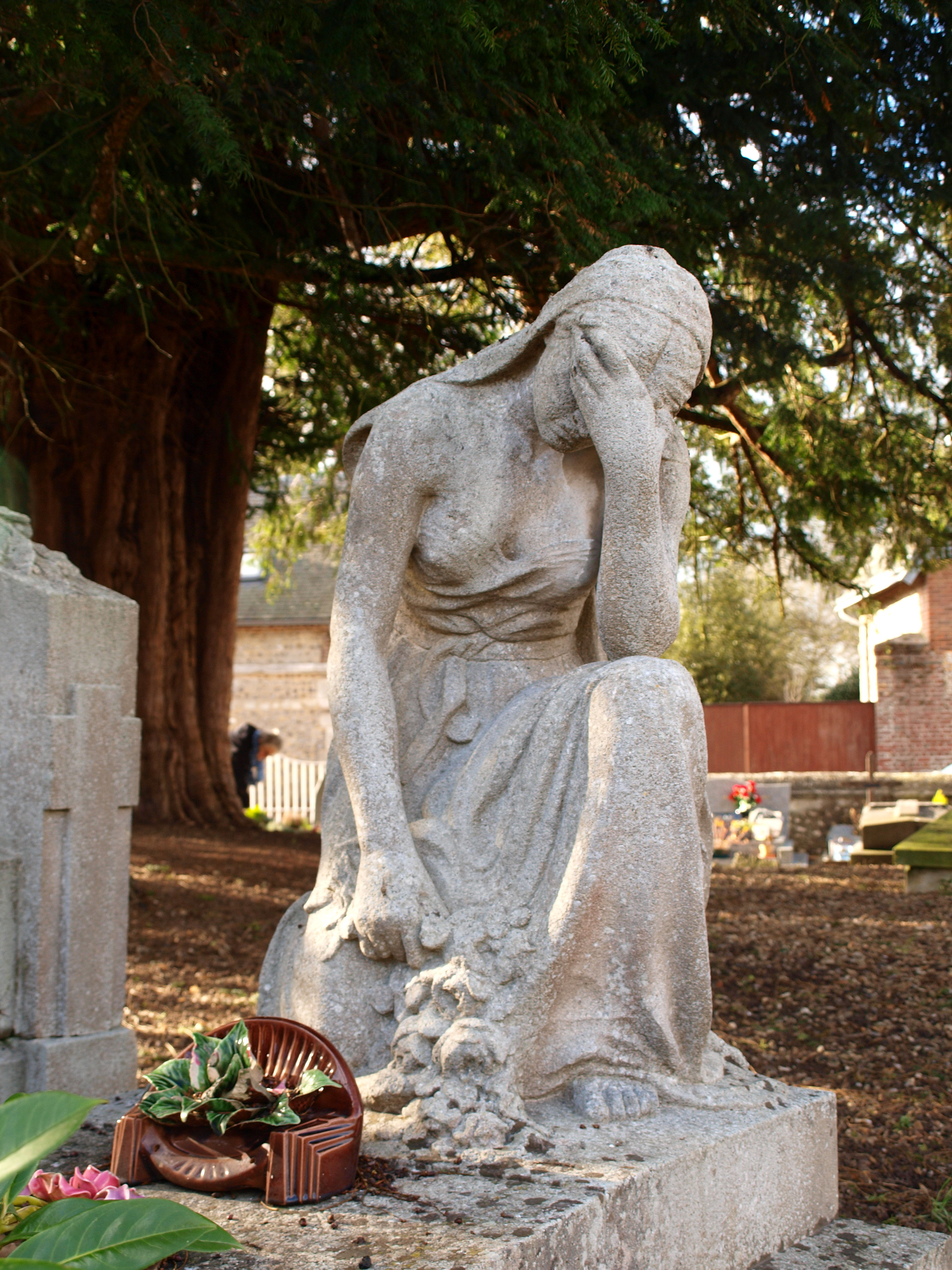
Statue du cimetière

### Patrimoine naturel

#### Site classé
- L'if situé dans le cimetière  Site classé (1930)[10].